# Aspergillus flavus
Aspergillus flavus é uma espécie de fungo cosmopolita que desenvolve-se em vários tipos substratos, dentre os quais alimentos como grãos de amendoim, soja, castanha-do-pará e outros,  produzindo aflatoxinas , que são micotoxinas [metabolitos secundários], responsáveis por grandes perdas econômicas e capaz de provocar câncer. É um fungo de grande importância médica no que diz respeito a infecções oportunistas como a aspergilose (colonização das vias e do trato respiratório) e alergias respiratórias.
Morfologicamente, pode apresentar hifas hialinas, estirpes e esporos rugosos, vesícula globulosa ou piriforme, esporos globulosos de cor verde oliva, pode ser unisseriado, apresentando métulas de onde originam se os esporos ou podem ser bisseriados, possuindo métulas e fialides, os conidioforos originam se de uma estrutura chamada celula pé.
Macroscopicamente possui textura pulvurulenta, micelio branco, com esporulação cuja tonalidade varia de verde oliva à amarelado. Dependendo do meio de cultura pode ou não haver coloração no reverso da placa, sendo radiado em qualquer condição de cultivo em meio solido.
Possui grande valor do ponto de vista biotecnologico por ser um exelente produtor de enzimas de interesse alimentício, como pectinases utilazadas para clarificação de sucos de frutas, amilases para fabricação de xaropes e a produção do acido citrico assim como também é produtor de micotoxinas como as [aflatoxinas B1], [B2], [G1], [G2] e [M1] sendo esta ultima metabolito da aflatoxina B1. 
Amabis,José Mariano
```
    Biologia/José Mariano Amabis,
```

Gilberto Rodrigues Martho. - 3. ed. - São Paulo: Moderna,2009., página 149